# Nicola da Longobardi
Nicola da Longobardi, al secolo Giovanni Battista Saggio (Longobardi, 6 gennaio 1650 – Roma, 3 febbraio 1709), è stato un religioso italiano dell'ordine dei Minimi; beatificato da papa Pio VI nel 1786, è stato proclamato santo da papa Francesco il 23 novembre 2014.

## Biografia
Giovanni Battista Saggio nacque il 6 gennaio 1650 a Longobardi, piccolo centro della costa tirrenica, da Fulvio Saggio, contadino, e da Aurelia Pizzini, filatrice. Primo di cinque figli, fu seguito da Antonio e Domenica, gemelli, Muzio e Nicola.
Venne battezzato con il nome di Giovanni Battista Clemente il 10 gennaio. La sua fu una famiglia semplice e povera, e per le ristrettezze economiche poté frequentare la scuola solo da religioso e imparare a leggere e scrivere. 

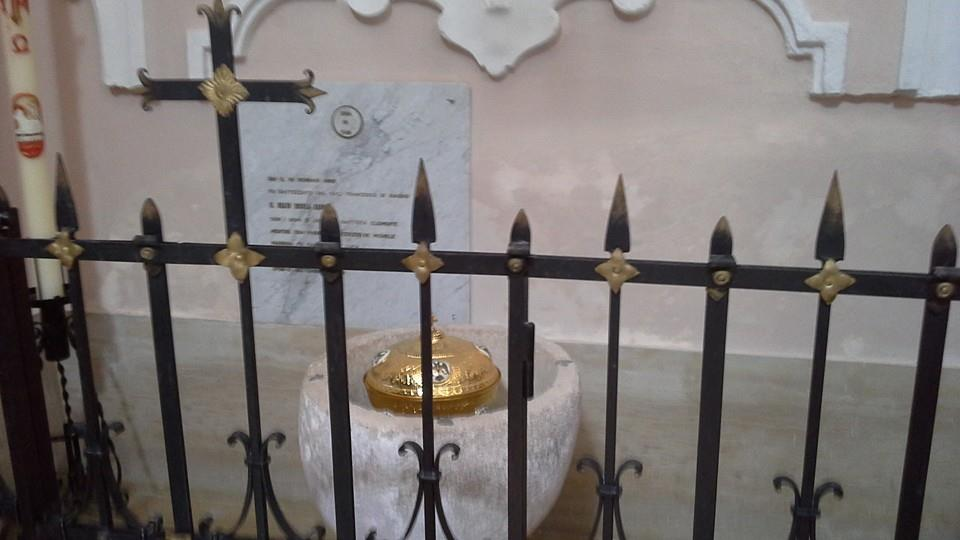
Fonte battesimale nel quale fu battezzato San Nicola da Longobardi

La sua famiglia lo educò ai valori umani, morali e spirituali. La frequentazione del convento dei padri Minimi lo aprì al desiderio della vita religiosa. I biografi raccontano della sua costante presenza alla messa feriale e festiva ed era solito confessarsi ogni settimana.
Ricevuta la cresima il 3 maggio 1668 si aggregò ai Minimi come terziario presso la chiesa dell'Assunta detta di San Francesco anche se proseguì il suo lavoro di contadino fino a circa vent'anni. D'animo nobile e gentile edificava tutti con la sua testimonianza di laico cristiano e di lavoratore e con il suo carattere riusciva ad accattivarsi la simpatia di tanti.
Quando però manifestò il desiderio di entrare nei Minimi, sulle orme di san Francesco di Paola, i suoi familiari non furono subito contenti perché veniva meno per la famiglia un importante sostegno. Egli a malincuore obbedì, ma dopo essersi spogliato dell'abito religioso perdette ad un tratto la vista. Non la riacquistò se non quando i genitori, pentiti della loro ostinazione, non gli permisero di seguire la propria vocazione. Dopo un anno di noviziato, scandito dai servizi più umili, il 29 settembre pronunciò i quattro voti di castità, povertà, obbedienza e quaresima perpetua e la promessa solenne come voto di fedeltà all'Ordine. Da quel giorno assumerà come nome quello di Nicola. Fu inviato, con le mansioni più umili di cuoco, dispensiere, ortolano, questuante, prima nel convento di Longobardi, poi a San Marco Argentano, Montalto Uffugo, Cosenza e Spezzano della Sila.
Dal 1677 fu richiamato a Paola, dove per due anni il provinciale lo scelse come suo compagno e segretario per la Visita Canonica e dal maggio del 1679 fu assegnato alla comunità di San Francesco ai Monti in Roma.
La sua fama di catechista si diffuse subito negli ambienti romani tanto che c'era una vera e propria corsa delle famiglie per affidare i propri figli al frate minimo per la loro istruzione religiosa. Un ulteriore cambiamento nella sua vita spirituale si registrò nel 1683 dopo un suo pellegrinaggio a piedi a Loreto per invocare dal Signore, attraverso l'intercessione di Maria della quale era devotissimo, la liberazione di Vienna dai turchi. Proprio a Loreto fece il proposito di orientare ancora di più la sua vita verso i consigli evangelici. 
Il triennio successivo della sua vita fu scandito da forti esperienze mistiche, estasi e contemplazioni del mistero della Trinità. La sua giornata e la sua vita erano diventate preghiera e presenza di Dio. Ritornò a Paola, dove dimorò per altri due anni, sempre con incarichi umili, con il beneplacito di papa Innocenzo XII. Nell'autunno del 1694 fu rimandato nel convento di Longobardi per curare l'ampliamento ed il restauro della Chiesa e del convento dei Minimi. Per la Chiesa restaurata ricevette dalla famiglia Colonna, per volontà testamentaria della principessa donna Luisa de la Cerda, il corpo santo di Innocenza, martire cristiana dei primi secoli.
La stima della famiglia Colonna, nei confronti di frà Nicola, spinsero don Filippo, passato a seconde nozze, a chiedere che tenesse a battesimo il figlio Lorenzino avuto con la principessa Panfili. Ritornato a Roma continuò a ricoprire l'incarico di sagrestano e di custode della Cappella del padre Fondatore adoperandosi per la questua della cera due volte l'anno.
Non mancò di assistere i poveri e adoperarsi per gli indigenti, insieme ad una grande pietà che si manifestava nella pratica della visita alle Sette Chiese di Roma. È testimoniato nel processo canonico che fra le tante esperienze frà Nicola visse la “transverberazione” da parte di un angelo con dardo infuocato e si vide porgere da Gesù l'anello sponsale dei mistici. 
Nella positio si legge: "così come si presentava, umilissimo e discreto, e come lo si sapeva, lontano da ogni vana gloria, tutto dato all'orazione continua, alla carità e alle penitenze, ansioso di promuovere l'onore di Dio e la salute delle anime, fra Nicola era stimato e amato da tutti servendo da specchio a religiosi e secolari".
Si offrì vittima al Signore quando nel 1709 c'era il pericolo di un nuovo saccheggio di Roma, capitale della cristianità, e partecipò attivamente ai turni di preghiera e di adorazione. A causa di una infiammazione polmonare si ammalò gravemente e rimase a letto per diverso tempo. La notizia della sua grave malattia fece diventare la sua stanza un vero e proprio luogo di pellegrinaggio dove nobili e poveri, prelati e confratelli si recarono per salutarlo. 
Il 2 febbraio del 1709 ricevette l'Unzione degli infermi ed il giorno successivo, dopo aver ricevuto la richiesta di preghiere e di intercessione dallo stesso Pontefice Clemente XI, mentre reggeva in mano il Crocifisso esclamò “Paradiso, Paradiso” e consegnò la sua anima al Signore all'età di 59 anni..

## Il culto
La fama della sua santità si diffuse rapidamente nella capitale, in Calabria e nel resto d'Italia. Il suo sepolcro divenne luogo di pellegrinaggio costante tanto che l'Ordine dei Minimi decise di chiedere l'avvio della Causa di Canonizzazione nel 1716. Semplice oblato dell'ordine, raggiunse una tale fama a livello europeo che la sua canonizzazione fu richiesta da un numero considerevole di personalità tra cui lo stesso imperatore Carlo VI. Tra gli altri sovrani si annoverano il re Filippo V di Spagna (con la consorte Elisabetta Farnese), il re Augusto II di Polonia, il pretendente al trono d'Inghilterra Giacomo III Stuart (con la consorte Maria Clementina Sobieska). Fu dichiarato Venerabile il 17 marzo del 1771 e i due miracoli per la beatificazione furono riconosciuti il 2 aprile 1786. Pio VI presiedette il rito di beatificazione il 17 settembre 1786 nella Basilica Vaticana. Dopo la beatificazione fu creato patrono del suo paese natale, Longobardi. A Longobardi Marina c'è una chiesa a lui intitolata, che ogni anno lo celebra il 10 agosto.
Il miracolo per la Canonizzazione avvenne il 1938 a favore di un muratore di Longobardi caduto da una impalcatura molto alta e rimasto miracolosamente illeso. L'inchiesta diocesana si è svolta tra il 2008 e il 2009. Il 13 dicembre del 2012 la consulta medica della Congregazione delle Cause dei Santi ha dichiarato il caso scientificamente inspiegabile. Il 28 novembre del 2013 ha avuto luogo il congresso dei teologi e il 4 marzo l'Ordinaria dei prelati del Dicastero, ambedue concluse positivamente. 
È stato proclamato santo il 23 novembre 2014 in piazza San Pietro da papa Francesco.